# Tara Laszlo
Tara Laszlo est une patineuse de vitesse sur piste courte américaine.

## Biographie
Elle participe aux épreuves de patinage de vitesse sur piste courte aux Jeux olympiques de 1988.
Elle participe au 5 000 mètres et au 1 500 m au patinage de vitesse aux Jeux olympiques de 1992.